# فرودگاه ادمونتون
فرودگاه ادمونتون (به انگلیسی: Edmonton/Warren Thomas Aerodrome) یک فرودگاه همگانی است که یک باند فرود آسفالت دارد و طول باند آن ۱۴۰۳ متر است. این فرودگاه در کشور کانادا قرار دارد و در ارتفاع ۶۳۱ متری از سطح دریا واقع شده است.